# Yvon Delestre
Pour les articles homonymes, voir Delestre.
Yvon Delestre, né le 24 novembre 1952 à Asnières-sur-Seine (Hauts-de-Seine), est un footballeur français.
Il est le meilleur buteur connu de l'histoire de La Berrichonne de Châteauroux.

## Biographie
Lors de la saison 1971-1972, Delestre évolue avec l'équipe réserve du Red Star en Division 3.
La saison suivante, il fait partie de l'effectif professionnel.
En 1974, Yvon Delestre est élu meilleur joueur de l'année de Division 2 au terme de sa première saison sous les couleurs de La Berrichonne de Châteauroux.
En 1975, alors âgé de 22 ans et au terme d'une bonne saison avec La Berrichonne de Châteauroux (22 buts en 31 matchs de D2), Yvon Delestre participe aux Jeux méditerranéens à Alger aux côtés de jeunes joueurs comme Éric Pécout et Olivier Rouyer,.
Au terme de la compétition, Delestre rejoint l'Olympique lyonnais pour deux saisons en Division 1.
Il part ensuite jouer au Nîmes Olympique, toujours en D1, mais ne joue que 5 matchs pour 1 but inscrit.
En juillet 1983, Yvon Delestre est victime d'une rupture du tendon d'Achille lors d'un entraînement alors qu'il vient de rejoindre le FC Montceau Bourgogne. Il ne joue pas de la saison 1983-1984.
Lors de la saison suivante, Delestre se rattrape et termine meilleur buteur du club avec 12 buts.
En juillet 1988, alors secrétaire général du FC Montceau Bourgogne, Yvon Delestre devient directeur sportif au moment où Guy Stéphan arrive comme entraîneur de l'équipe première.

## Statistiques
Ce tableau présente les statistiques d'Yvon Delestre,.
| Saison                | Club                  | Championnat           | Championnat | Championnat | Coupe(s) nationale(s) | Coupe(s) nationale(s) | Total | Total |
| Saison                | Club                  | Division              | M.          | B.          | M.                    | B.                    | M.    | B.    |
| 1972-1973             | Red Star              | D1                    | 2           | 0           | -                     | -                     | 2     | 0     |
| 1973-1974             | LB Châteauroux        | D2                    | 31          | 10          | 3                     | 1                     | 34    | 11    |
| 1974-1975             | LB Châteauroux        | D2                    | 31          | 22          | 2                     | 0                     | 33    | 22    |
| 1975-1976             | Olympique lyonnais    | D1                    | 13          | 2           | 2                     | 1                     | 15    | 3     |
| 1976-1977             | Olympique lyonnais    | D1                    | 14          | 0           | -                     | -                     | 14    | 0     |
| 1977-1978             | Nîmes Olympique       | D1                    | 5           | 1           | -                     | -                     | 5     | 1     |
| 1978-1979             | LB Châteauroux        | D2                    | 32          | 7           | 1                     | 0                     | 33    | 7     |
| 1979-1980             | LB Châteauroux        | D2                    | 23          | 12          | -                     | -                     | 23    | 12    |
| 1980-1981             | LB Châteauroux        | D2                    | 31          | 12          | 5                     | 0                     | 36    | 12    |
| 1981-1982             | LB Châteauroux        | D2                    | 31          | 6           | -                     | -                     | 31    | 6     |
| 1982-1983             | AS Corbeil-Essonnes   | D2                    | 28          | 9           | -                     | -                     | 28    | 9     |
| 1983-1984             | FC Montceau Bourgogne | D2                    | -           | -           | -                     | -                     | 0     | 0     |
| 1984-1985             | FC Montceau Bourgogne | D3                    | 24          | 12          | -                     | -                     | 24    | 12    |
| 1985-1986             | FC Montceau Bourgogne | D2                    | 3           | 0           | -                     | -                     | 3     | 0     |
| Total sur la carrière | Total sur la carrière | Total sur la carrière | 268         | 93          | 13                    | 2                     | 281   | 95    |